# 安氏义庄
安氏义庄，又名安镇安氏义庄，是江苏无锡当地望族锡山安氏所设立的宗族义庄，主要功能是为安氏宗族成员提供扶幼、养老、婚嫁、丧葬、济贫、救灾、助学等方面的经济和道义支持，曾是明清时期江南地区最大义庄之一。中华人民共和国成立之初（1949年）依然正常运行。其历史遗存位于现无锡市锡山区安镇境内。

## 历史
- 明万历二十二年（1594年)，东林党领袖人物安希范将300亩良田捐入义庄，作为族中扶贫助困的赡族田。[6]
- 清嘉庆六年（1801年)，金匮县贡生安汝谐捐赠1000亩土地给义庄，并受清廷旌表。[7][8]
- 清道光三年（1823年)，无锡安氏更新《义庄规条》，表明义庄的性质和意义：“设义田以赡族而劝惩之意寓焉。族中有孝友克敦贞节可风者，为之请旌，所以振纲常而厚风俗也。其注册先孝顺义节之告匮者，次鳏寡孤独、废疾之无依者”。[9]
- 清同治二年（1862年)，安氏义庄毁于大火，后复建。